# Prix Nero
Le prix Nero (Nero Award) est un prix littéraire américain décerné par l'association The Wolfe Pack fondé en 1978 pour l'occasion. Il est nommé en hommage au détective de fiction Nero Wolfe de Rex Stout. Ce prix récompense un roman écrit dans la tradition des romans de Stout, publié dans l'année précédant la remise du prix et initialement paru en avant-première aux États-Unis.
En 2005, le prix Archie Goodwin (Archie Goodwin Award), nommé en hommage à l'assistant de Nero Wolfe, est créé. Il récompense des auteurs de manière posthume pour leurs carrières et leurs apports au genre policier.
Depuis 2007, un troisième prix nommé prix Black Orchid (Black Orchid Award) est lancé. Il est nommé en hommage au titre du premier roman court mettant en scène Nero Wolfe. Les prétendants déposent leurs textes qui sont évalués de manière anonyme par l'association. Le texte gagnant est publié dans la revue Alfred Hitchock Mystery Magazine.
Le prix est habituellement remis à l'occasion du Black Orchid Banquet qui se tient le premier samedi de décembre à New York.

## Palmarès du prix Nero

### Années 1980
- 1979 : Vol et Volupté (The Burglar Who Liked to Quote Kipling) par Lawrence Block
- 1980 : Permission de tuer (Burn This) par Helen McCloy
- 1981 : Mort à Harvard (Death in a Tenured Position) par Amanda Cross
- 1982 : Past, Present and Murder par Hugh Pentecost
- 1983 : Le Collier miraculeux (The Anodyne Necklace) par Martha Grimes
- 1984 : Le poète meurt toujours deux fois (Emily Dickinson Is Dead) par Jane Langton
- 1985 : Sleeping Dog par Dick Lochte
- 1986 : Murder in E Minor par Robert Goldsborough
- 1987 : The Corpse in Oozak’s Pond par Charlotte MacLeod
- 1988 : Non décerné
- 1989 : Non décerné

### Années 1990
- 1990 : Non décerné
- 1991 : Coyote attend (Coyote Waits) de Tony Hillerman
- 1992 : A Scandal in Belgravia de Robert Barnard
- 1993 : Destinataire inconnu (Booked to Die) de John Dunning
- 1995 : Old Scores d'Aaron Elkins
- 1996 : Le Cercle des héritières (A Monstrous Regiment of Women) de Laurie R. King
- 1997 : Le Poète (The Poet) de Michael Connelly
- 1998 : Sacré de Dennis Lehane
- 1999 : Le Désosseur (The Bone Collector) de Jeffery Deaver

### Années 2000
- 2000 : Coyote Revenge de Fred R. Harris
- 2001 : L'Inconnue de Baltimore (Sugar House) de Laura Lippman
- 2002 : La Maison des morts (The Deadhouse) de Linda Fairstein
- 2003 : Winter and Night de S. J. Rozan
- 2004 : Fear Itself de Walter Mosley
- 2005 : Liste mortelle (The Enemy) de Lee Child
- 2006 : Au bout de la nuit (Vanish) de Tess Gerritsen
- 2007 : All Mortal Flesh de Julia Spencer-Fleming
- 2008 : Anatomy of Fear de Jonathan Santlofer
- 2009 : The Tenth Case de Joseph Teller

### Années 2010
- 2010 : Faces of the Gone de Brad Parks
- 2011 : Enterrez vos morts (Bury Your Dead) de Louise Penny
- 2012 : La Mémoire sous la glace (Though Not Dead) de Dana Stabenow
- 2013 : Dead Anyway de Chris Knopf
- 2014 : Murder as a Fine Art de David Morrell
- 2015 : Peter Pan Must Die de John Verdon
- 2016 : Night Life de David C. Taylor

## Palmarès du prix Black Orchid

### Années 2000
- 2007 : Horse Pit de John Gregory Betancourt (en)
- 2008 : O'Nelligan's Glory de Michael Nethercott
- 2009 : The Stranglehold de Steve Liscow

### Années 2010
- 2010 : Politics Make Dead Bedfellow de Bradley Crowther
- 2011 : Inner Fire de James Lincoln Warren
- 2012 : Red Envelope de Robert Lopresti
- 2013 : The Discarded Spouse de Susan Thibadeau
- 2014 : Dyed to Death de K. B. McAbee
- 2015 : A Meter of Murder de Mark Thielman
- 2016 : Look What They’ve Done to My Song, Ma de Steve Liskow
- 2017 : With 6 You Get Wally de Al Lamanda
- 2018 : August Snow de Stephen Mack Jones

## Palmarès du prix Archie Goodwin
- 2005 : Rex Stout, Agatha Christie et Arthur Conan Doyle
- 2007 : Dorothy L. Sayers
- 2011 : Dashiell Hammett, Robert B. Parker et Ellery Queen